# آستین ای۴۰ فارینا

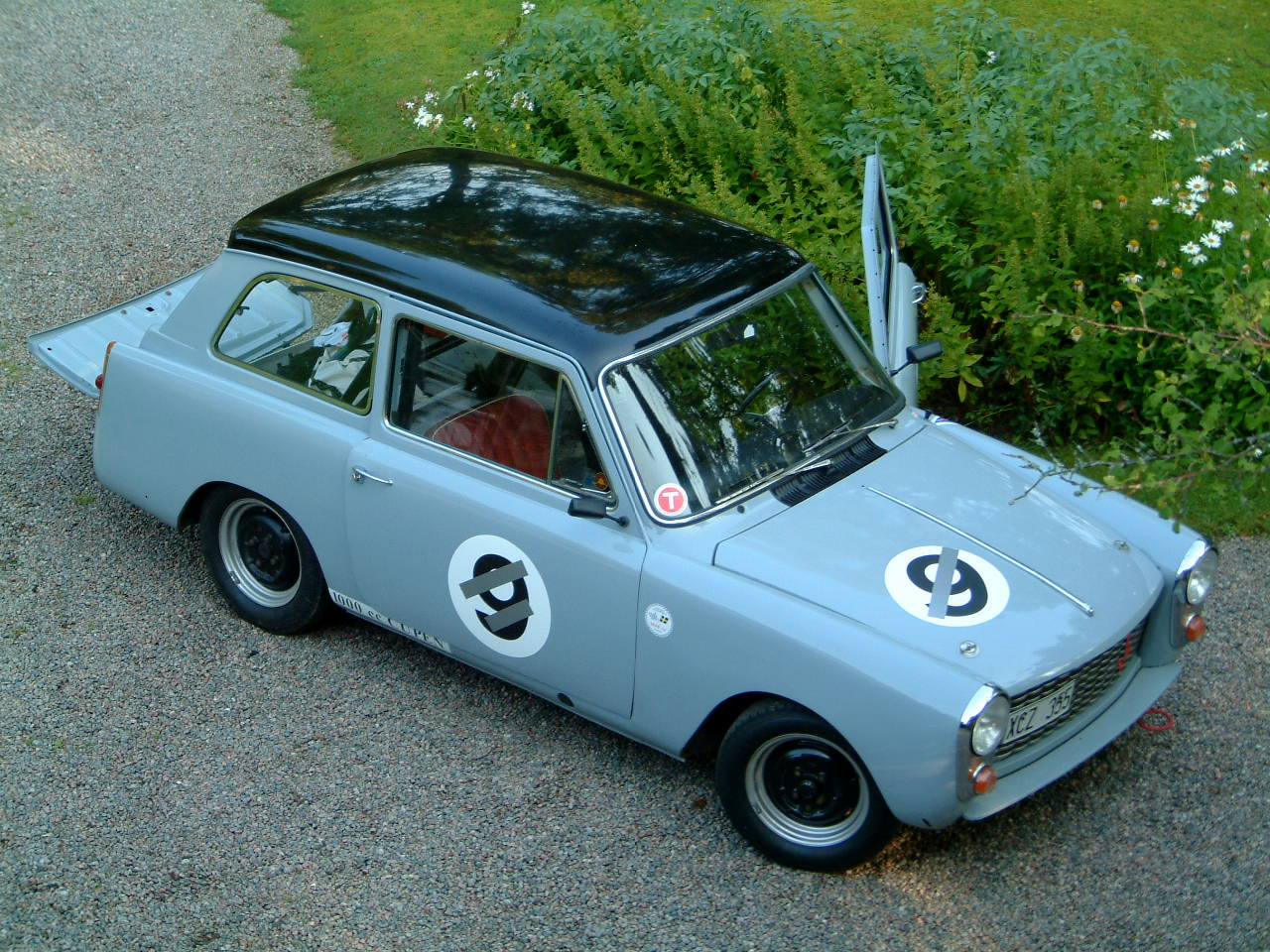

آستین ای۴۰ فارینا (Austin A40 Farina) خودرویی است که در سال‌های ۱۹۵۸ تا ۱۹۶۷ تولید شده‌است. طراحی آن خودروهای موتور جلو-محور عقب بوده‌است.

## نگارخانه

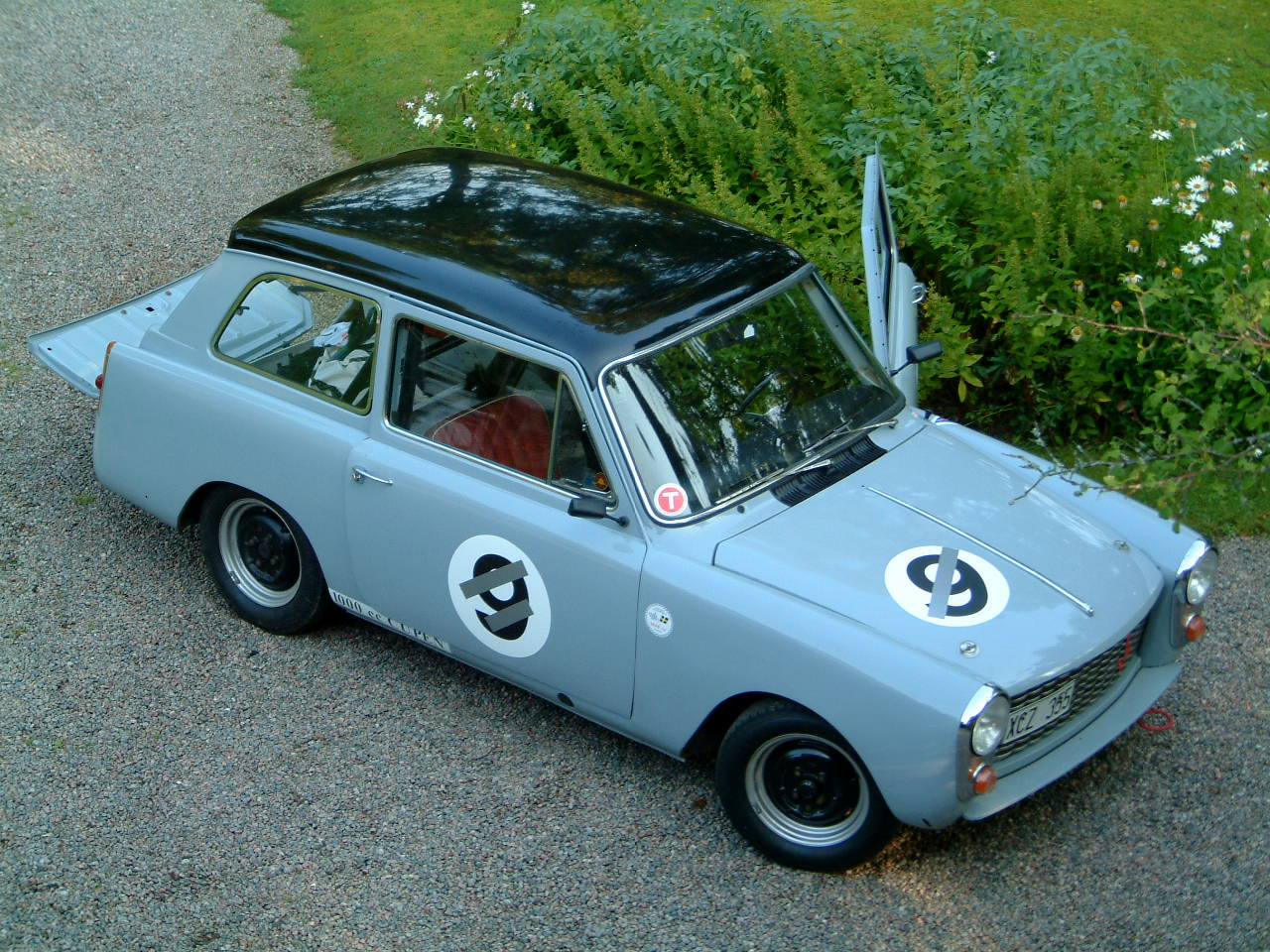
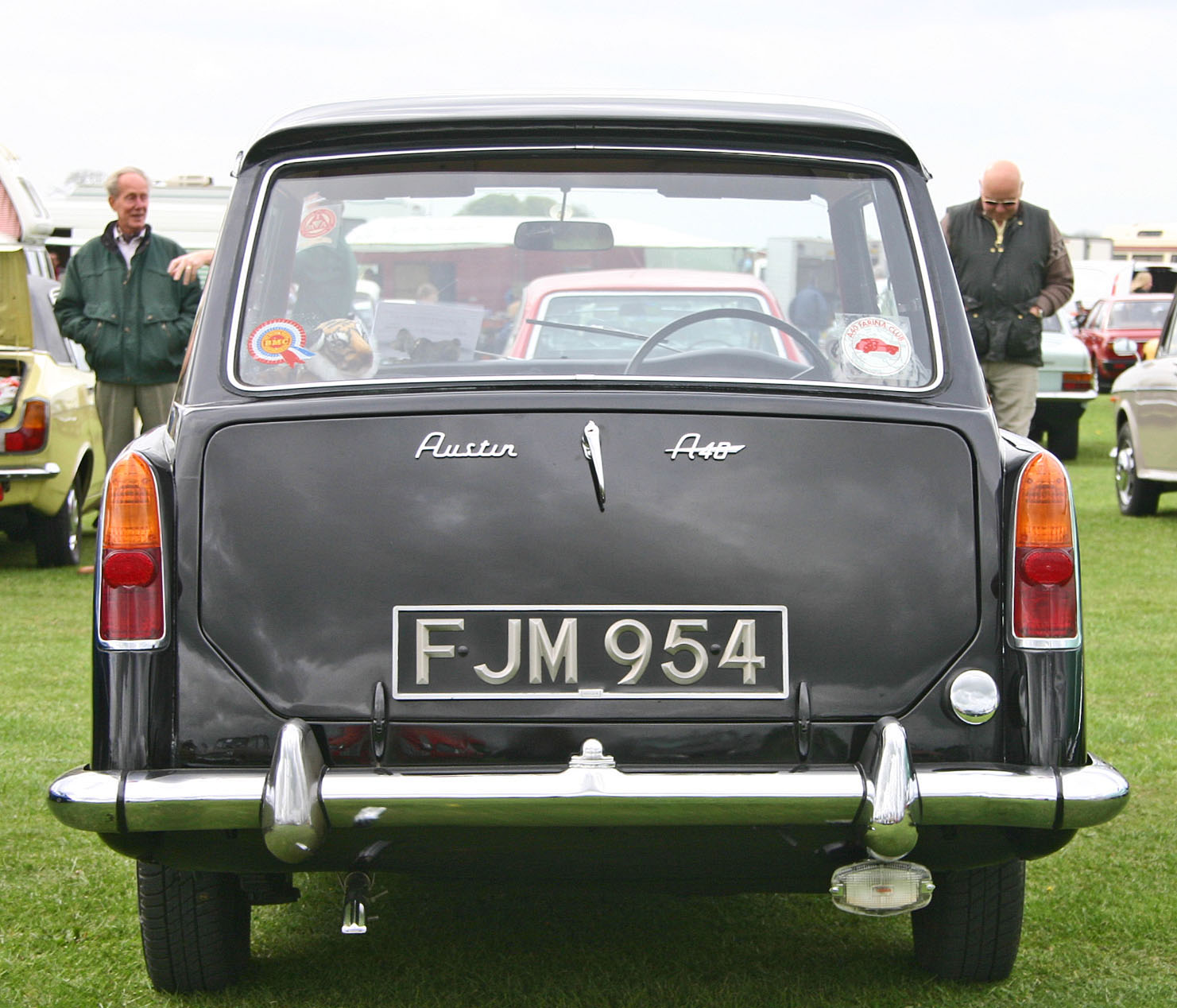